# Gare de Dax
Gare de Dax – stacja kolejowa w Dax, w departamencie Landy, w regionie Nowa Akwitania, we Francji. Znajduje się na linii Bordeaux-Irun oraz Dax-Puyoô. Jest obsługiwana przez pociągi TGV, Corail Lunéa, Intercités, TER Aquitaine.